# Pagnano (Merate)
Pagnano (Pagnon in dialetto brianzolo) è una frazione del comune di Merate, in provincia di Lecco.
La frazione è abitata da circa 2000 persone.

## Geografia fisica
È collocata nella zona nord-occidentale del comune, presso il confine con Olgiate Molgora. È attraversata dal fiume Molgora il cui corso è stato di recente modificato con l'aggiunta di un letto artificiale in funzione del progetto di creazione del doppio binario ferroviario lungo la tratta Lecco-Milano.

## Monumenti e luoghi d'interesse
- Parrocchiale di San Giorgio martire, affiancata da uno dei più elevati campanili della Brianza.
- Monumento ai Caduti, di Giuseppe Mozzanica, 1965.
- Località San Giorgio con la vecchia chiesa parrocchiale.
- Vizzago

## Sport
A Pagnano ha sede una polisportiva, l'A.C. Pagnano, divisa nelle sezioni di Volley e Calcio. La prima squadra calcistica milita in Seconda Categoria e gioca al campo sportivo di Pagnano a via Bellavista.
C'è anche una squadra di Calcio a 5 a Pagnano che si chiama Saints Pagnano, milita in Serie A2 nel girone A e gioca al campo da calcio a 5 dell'Aquamore di Merate.
Ogni anno a fine Agosto nella frazione Meratese si tiene una corsa amatoriale non competitiva, la Strapagnano.